# Vern Buchanan
Vernon G. Buchanan, detto Vern (Detroit, 8 maggio 1951), è un politico statunitense, membro della Camera dei Rappresentanti per lo stato della Florida.

## Biografia
Nato a Detroit, Buchanan lavorò nel mondo degli affari per molti anni e si specializzò nel settore della riassicurazione.
In seguito entrò in politica con il Partito Repubblicano e nel 2006 si candidò alla Camera dei Rappresentanti per il seggio lasciato da Katherine Harris. Buchanan sconfisse la democratica Christine Jennings con un margine molto ristretto e l'avversaria affermò che la sua vittoria fosse dovuta ad un errato conteggio delle schede elettorali. Buchanan tuttavia venne dichiarato vincitore e divenne deputato.
Due anni dopo la Jennings lo sfidò per la seconda volta, ma stavolta Buchanan prevalse con un ampio margine di voti. Fu poi riconfermato facilmente negli anni successivi.
Sposato con Sandy, Buchanan ha due figli.